# Арагонски кръстоносен поход
Арагонският кръстоносен поход (1284 – 1285), е обявен от папа Мартин IV срещу краля на Арагон, Педро III Арагонски, като част от войната на Сицилианската вечерня. Причината е завладяването на Сицилия през 1281 г. от Педро. На основание на това, че кралство Арагон е предадено в папска власт през 1204 г. от дядото на Педро - Педро II Арагонски, папата отлъчва крал Педро от църквата, сваля го от трона на Арагон и назначава за крал граф Шарл Валоа, втори син на френския крал Филип III Смели.
Конфликтът прераства в гражданска война, в която взема участие и кралство Майорка, оглавявано от Хайме, брат на Педро, който решава да се възползва от отлъчването и излиза от васалното си подчинение към Арагон. През 1283 г. той признава френския крал Филип III Смели за сеньор на графство Монпелие, и разрешава на френските армии и флот свободно преминаване през графство Русийон. Огромна френска войска в състав от 16 хил. конника, 17 хил. стрелци и 100 хил. пешаци се отправя срещу Арагон през Пиренеите. През 1285 г. Филип Смели обсажда Херона и я превзема.
Ходът на войната се променя, след като сицилианският флот, под командването на арагонския адмирал Роже де Лурия, потопява флота на френския крал Филип III до Барселона на 4 септември 1285 г. и по този начин го лишават от възможността за снабдяване с продоволствия и подкрепления. Междувременно френската войска е обхваната от дизентерия и започва да се оттегля към Франция, но търпи поражение през октомври в битката при Col de Panissars. Майорка е разорена.
С подписването на договора от Тараскон през 1291 г. е сложен край на войната. През 1295 г. е сключено ново споразумение, което предава Сицилия на папата, а той я връща на Шарл II Анжуйски. Арагонците обаче не признават това споразумение.